# Overijse2002
Overijse2002 is een lokale politieke partij in de Vlaamse gemeente Overijse. Overijse2002 telde in de bestuursperiode 2000-2006 9 verkozenen (van 27) en leverde de burgemeester (Dirk Brankaer) en 3 schepenen (Viviane Dewaet, Pieter Deman en Jules Peeters). Voor de verkiezingen van 2006 ging Overijse2002 een kartel aan met de CD&V. Dit bleek een succesvolle formule te zijn en het kartel won met 13 op 27 verkozenen de verkiezingen. Burgemeester werd wederom Dirk Brankaer met als OV2002 schepenen Pieter Deman, Leo Van De Wijngaert, Peter Vandenberge en OCMW-voorzitter Inge Lenseclaes in het College.
Voor de verkiezingen van 2013 werd het kartel behouden en behield men de dertien verkozenen waarvan 10 voor OV2002. Dirk Brankaer begint aan zijn derde termijn als burgemeester samen met OV2002-schepenen Jan De Broyer, Leo Van De Wijngaert, Peter Vandenberge en OCMW-voorzitter Inge Lenseclaes.
Overijse2002 streeft ernaar het Vlaamse karakter van Overijse te bewaren en hecht veel belang aan het landelijk en groen karakter van de gemeente.